# Pipromorphe strié
Mionectes striaticollis
Espèce
Statut de conservation UICN

 LC  : Préoccupation mineure
Le Pipromorphe strié (Mionectes striaticollis) est une espèce de passereau de la famille des Tyrannidae,.

## Systématique et distribution
Cet oiseau est représenté par quatre sous-espèces selon la classification de référence du Congrès ornithologique international (version 9.1, 2019) :
- Mionectes striaticollis columbianus Chapman, 1919 : Andes de l'est de la Colombie et de l'est de l'Équateur ;
- Mionectes striaticollis viridiceps Chapman, 1924 : extrême sud-ouest tropical de la Colombie (ouest du département de Nariño) et ouest de l'Équateur ;
- Mionectes striaticollis palamblae Chapman, 1927 : Andes du nord du Pérou (du nord du département de Piura jusqu'à celui de Huánuco) ;
- Mionectes striaticollis striaticollis (d'Orbigny & Lafresnaye, 1837) : Andes, du centre du Pérou à l'ouest de la Bolivie[1],[2],[4].